# 朱有𤊟
固始王朱有𤊟（？—？），明朝周定王朱橚的庶第十五子，其生平只見於《明書》及《明實錄》。他一出生就夭折，後來在宣德七年（1432年）十月追封固始王。
| 無 原因：明政府封之 | 明固始國國王 追封 | 無 原因：無子，封國廢除 |